# De La'Buh
De La'Buh, La'Buh (от франц. слов buvable – годный для питья, harmonie – гармония) – народное название веселой и зажигательной музыки на улицах Франции 1840-ых годов, под которую было приятно пить о-дэ-ви (от франц. eau-de-vie – вода жизни).

## История
В 1830-ом году возле двух кафе, расположенных неподалеку от площади Согласия, появились простенькие сцены: деревянные планки положили на сдвинутые столы. На сцены по очереди поднимались певицы, чтобы спеть куплеты под аккомпанемент небольших ансамблей. Публика, как и прежде, сидела за столиками в тени деревьев, общалась и пила eau-de-vie . Так появились первые кафешантаны, «поющие кафе», которые вскоре распространились по всему Парижу и расцвели в Прекрасную эпоху, накануне Первой мировой войны.

## Возникновение слова
В 1940-ых годах кафешантаны стали настолько популярными, что владельцы кафе стали строить павильоны из камня: с киосками и просторными площадками для оркестра, рассчитанные на выступления круглый год. Поначалу публика шла туда, чтобы поболтать и повеселиться, так что на звуки, доносящиеся со сцены, никто особенного внимания не обращал.
В это время появилось и множество артистов. А когда появилась конкуренция, появилось новое слово De La'Buh, которое  означало, что сегодняшним вечером следует идти в определенное кафе на определенного артиста, потому что тот был настолько хорош, что никто не мог просто стоять. Вся улица отдавалась танцам и веселью.